# Okręgi wyborcze do Parlamentu Europejskiego w Polsce
Okręgi wyborcze do Parlamentu Europejskiego w Polsce – jednostki podziału terytorialnego Polski utworzone w celu przeprowadzania wyborów do Parlamentu Europejskiego. Obecną liczbę i kształt okręgów reguluje Ustawa z dnia 5 stycznia 2011 r. – Kodeks wyborczy (Dz.U. z 2022 r. poz. 1277). W wyborach do Parlamentu Europejskiego w 2019 roku wybieranych było 52 eurodeputowanych z Polski.

## Wykaz okręgów
Ordynacja dzieli kraj na trzynaście wielomandatowych okręgów wyborczych. Zasada ta jest krytykowana ze względu na to, że europosłowie mają reprezentować w PE cały kraj, nie poszczególne okręgi, co ma rzekomo prowadzić do rozlicznych patologii podczas kampanii wyborczej. Z drugiej strony próba zmiany ordynacji wyborczej w roku 2018 była szeroko komentowana ze względu na de facto wprowadzający próg wyborczy na poziomie 20% i "zabetonowanie sceny politycznej", a ostatecznie doprowadziła do weta prezydenckiego.
| Numer       | Obszar                                                              | Siedziba okręgowej komisji wyborczej |
| ----------- | ------------------------------------------------------------------- | ------------------------------------ |
| Okręg nr 1  | województwo pomorskie                                               | Gdańsk                               |
| Okręg nr 2  | województwo kujawsko-pomorskie                                      | Bydgoszcz                            |
| Okręg nr 3  | województwo podlaskie i warmińsko-mazurskie                         | Olsztyn                              |
| Okręg nr 4  | Warszawa z 8 powiatami województwa mazowieckiego                    | Warszawa                             |
| Okręg nr 5  | 4 miasta na prawach powiatu i 29 powiatów województwa mazowieckiego | Warszawa                             |
| Okręg nr 6  | województwo łódzkie                                                 | Łódź                                 |
| Okręg nr 7  | województwo wielkopolskie                                           | Poznań                               |
| Okręg nr 8  | województwo lubelskie                                               | Lublin                               |
| Okręg nr 9  | województwo podkarpackie                                            | Rzeszów                              |
| Okręg nr 10 | województwo małopolskie i świętokrzyskie                            | Kraków                               |
| Okręg nr 11 | województwo śląskie                                                 | Katowice                             |
| Okręg nr 12 | województwo dolnośląskie i opolskie                                 | Wrocław                              |
| Okręg nr 13 | województwo lubuskie i zachodniopomorskie                           | Gorzów Wielkopolski                  |